# Gabriel Axel
Gabriel Axel (Aarhus, 18 de abril de 1918 - 9 de febrero de 2014) fue un director de cine, actor, guionista y productor de cine danés, especialmente conocido en España por El festín de Babette.

## Biografía
Tras estudiar arte dramático en Dinamarca, Gabriel Axel se trasladó a París. Allí empezó a trabajar como actor, en la compañía de Louis Juvet. Al cabo de un tiempo regresó a su país y trabajó como actor en el teatro y el cine.
Desde 1951, Gabriel Axel empezó a rodar a menudo para la TV danesa: once piezas hasta 1953. En 1955 se inició en el cine con Altid ballade. Tras grabar Señorita Julia para la TV, en 1956, hizo dos películas más En Kvinde er overflødig, 1957, y Guld og grønne skove, 1958, siendo esta última una comedia familiar con la que se presentó en el festival de Berlín de ese mismo año, y se le empezó a conocer mínimamente en Europa.
Siguió alternando su trabajo en TV y en el cine (también como actor). De un modo continuo prosiguió en esa triple línea durante años, a la que se sumó la de productor. Suele destacarse La capa roja de 1967, que fue mencionada en Cannes.
Pese a su reconocimiento por el público y la crítica, realmente se da a conocer universalmente en 1987, por El festín de Babette, muy premiado. Película basada en un relato de Isak Dinesen.
Leila, de 2001, fue su último trabajo en el cine, realizado a los 83 años.
Falleció el 9 de febrero de 2014 a los 95 años de edad.

## Filmografía

### Director
- 1951: Døden (TV)
- 1952: Pantalones bryllup (TV)
- 1952: Forlovelse indgået (TV)
- 1952: Skyggedans (TV)
- 1952: Aften (TV)
- 1953: Et Spil (TV)
- 1953: En Bjørn (TV)
- 1953: Hallo, derude (TV)
- 1953: Falske nøgler (TV)
- 1953: Familien Hansen (TV)
- 1953: Kong Renés datter (TV)
- 1955: Altid ballade, cine: primer film de Axel
- 1956: Frøken Julie (TV), Señorita Julia
- 1957: En Kvinde er overflødig, cine
- 1958: Guld og grønne skove, cine
- 1958: Møde ved midnat (TV)
- 1959: Helle for Helene, cine
- 1960: Flemming og Kvik, cine
- 1962: Tossede paradis, Det, cine
- 1962: Oskar, cine. Óscar
- 1963: Vi har det jo dejligt, cine
- 1963: Bocken i paradiset, cine
- 1963: 'Tre piger i Paris, cine, Tres danesas en París
- 1964: Paradis retur, cine
- 1965: Regnvejr og ingen penge (TV)
- 1966: Om tobakkens skadelige virkninger (TV)
- 1967: Røde kappe, Den, cine, La capa roja
- 1968: Boubouroche (TV)
- 1968: Kære legetøj, Det, cine
- 1970: The Ways of Women, cine
- 1970: Sueños eróticos, cine
- 1971: Med kærlig hilsen, cine
- 1972: Die Auto-Nummer - Sex auf Rädern, cine
- 1975: Familien Gyldenkål, cine
- 1976: Familien Gyldenkål sprænger banken, cine
- 1977: Alt på et bræt, cine
- 1977: Un crime de notre temps (TV)
- 1978: La Ronde de nuit (TV)
- 1980: Le Coq de Bruyère (TV)
- 1980: Le Curé de Tours (TV)
- 1981: La Ramandeuse (TV)
- 1981: Antoine et Julie (TV)
- 1981: L'Oiseau bleu (TV)
- 1985: Les Colonnes du ciel (TV)
- 1987: Babettes gæstebud, El festín de Babette, cine
- 1989: Christian, cine
- 1994: Prince of Jutland, cine, La historia de Hamlet, príncipe.
- 1995: Lumière et Compagnie, cine
- 2001: Leila, cine

### Actor de cine
- 1953: Vi som går køkkenvejen: Profesor
- 1954: Kongeligt besøg: Tater
- 1954: Jan går til filmen: Instructor
- 1954: Karen, Maren og Mette: Ferdinansen
- 1954: Det er så yndigt at følges ad
- 1955: Der kom en dag: Stellers
- 1955: Bruden fra Dragstrup: Taxista
- 1956: Kispus: Skrædderen
- 1958: Styrmand Karlsen: Pierre
- 1961: Peters baby: Fransk politimand
- 1962: Han, Hun, Dirch og Dario: Modisto, el Sr. Bautista
- 1963: Tre piger i Paris: Francés
- 1965: En Ven i bolignøden: Ansat i Udenrigsministeriet
- 1966: Dyden går amok: P. Døje
- 1967: Jeg - en marki: Marcel de Sade
- 1971: Med kærlig hilsen: Mr. X
- 1972: Nu går den på Dagmar: Espectador de teatro
- 1976: Familien Gyldenkål sprænger banken: Croupier
- 1977: Alt på et bræt: Francés

## Premios y distinciones
Premios Óscar
| Año  | Categoría                          | Película             | Resultado |
| ---- | ---------------------------------- | -------------------- | --------- |
| 1988 | Mejor película de habla no inglesa | El festín de Babette | Ganador   |

Festival Internacional de Cine de Cannes
| Año  | Categoría                   | Película             | Resultado |
| ---- | --------------------------- | -------------------- | --------- |
| 1987 | Premio del Jurado Ecuménico | El festín de Babette | Ganador   |